# Свобода и прямая демократия
Свобода и прямая демократия (чеш. Svoboda a přímá demokracie, СПД) — жесткая евроскептическая, антииммиграционная правая политическая партия Чехии. Партия занимает 22 места в Чешской палате депутатов. Возглавляется предпринимателем чешско-японско-корейского происхождения Томио Окамурой.

## История
Партия была основана в 5 мая 2015 года Томио Окамурой и Радимом Фиала после того, как ряд депутатов откололись от партии «Рассвет прямой демократии». Поскольку партия не существовала до парламентских выборов 2013 года, тогдашние 8 членов парламента от этой партии были официально названы «независимыми» до парламентских выборов 2017 года. После этих выборов партия теперь имеет 22 места в Чешской палате депутатов.
Партия названа в честь евроскептической фракции Европарламента — Европа за свободу и прямую демократию. Партия имеет связи с Национальным фронтом Марин Ле Пен, который является членом Европы наций и свободы, отдельной евроскептической фракции в Европарламенте, и Марин Ле Пен одобрила СПД перед выборами в чешский парламент 2017 года.
В декабре 2017 года состоялась конференция Движения за Европу наций и свободы в Праге, в которой приняли участие такие стороны, как Французский национальный фронт, Голландская партия свободы, Австрийская партия свободы и Лига Севера.

## Организация

### Членство
Томио Окамура часто утверждает, что в СПД входят тысячи членов. В октябре 2017 года он заявил, что в СПД состоит 7000 человек, а в ноябре 2017 года — 12 000 членов. Сомнение было брошено на эти числа с предложением, что Окамура часто смешивает число сторонников с фактическими членами. В 2015 году сообщалось, что в СДПГ было всего 20 членов по сравнению с заявлением Окамуры в 10 000 человек. Фактическое количество членов неизвестно.
В феврале 2018 года партия заявила, что насчитывает 1200 членов, и 1400 членов в июле 2018 года.

## Результаты выборов

Результаты выборов 2017 года по регионам

### Палата депутатов

Результаты выборов 2021 года по регионам

| Год  | Число голосов | % голосов | Количество мест | ±                  | Место | Правительство |
| ---- | ------------- | --------- | --------------- | ------------------ | ----- | ------------- |
| 2015 |               |           | 8 из 200        | Раскол от Рассвета |       | Нет           |
| 2017 | 538 574       | 10.64     | 22 из 200       | ▲ 14               | 7     | Нет           |
| 2021 | 513 910       | 9,56      | 20 из 200       | ▼ 2                | 4     | Нет           |

### Сенат
| Выборы | Первый тур | Первый тур | Первый тур | Второй тур | Второй тур | Второй тур | Места   | Примечание                                                |
| Выборы | Голоса     | %          | Места      | Голоса     | %          | Места      | Места   | Примечание                                                |
| ------ | ---------- | ---------- | ---------- | ---------- | ---------- | ---------- | ------- | --------------------------------------------------------- |
| 2016   | 5,988      | 0.68       | 20         |            |            |            | 0 из 27 |                                                           |
| 2018   | 759        | 3.34       | 7          |            |            |            | 0 из 1  | Выборы Районе Трутнов.                                    |
| 2018   | 697        | 4.09       | 8          |            |            |            | 0 из 1  | Выборы в районе Злин. Любомир Нечас из SPO поддержан СПД. |
| 2018   | 70,110     | 6.44       | 7          |            |            |            | 0 из 27 |                                                           |

### Выборы вЕвропейский парламент
| Год  | Голоса  | Голоса | Изменения | Изменения | Мандаты | +/-     |
| Год  | Голоса  | %      | Голоса    | %         | Мандаты | +/-     |
| ---- | ------- | ------ | --------- | --------- | ------- | ------- |
| 2019 | 216 718 | 9,14   | Впервые   | Впервые   | 2 из 21 | Впервые |
| 2024 | 170 172 | 5,73   | ▼ 46 546  | ▼ 3,41    | 1 из 21 | ▼ 1     |

### Муниципальные выборы
| Год  | Число голосов | % голосов | Место | Количество мест |
| ---- | ------------- | --------- | ----- | --------------- |
| 2018 |               |           |       | 155 из 61892    |

### Региональные выборы
| Год  | Число голосов | % голосов | Количество мест | +/- | Место | Примечание       |
| ---- | ------------- | --------- | --------------- | --- | ----- | ---------------- |
| 2016 | 153,099       | 5.7       | 18 из 675       |     | 6     | В коалиции с SPO |

### Муниципальные выборы в Праге
| Год  | Лидер       | Число голосов | % голосов | Количество мест | +/− | Место | Позиция |
| ---- | ----------- | ------------- | --------- | --------------- | --- | ----- | ------- |
| 2018 | Хинек Беран | 895,859       | 3.54 %    | 0 из 65         | 0   | 6     |         |